# Jugurthinischer Krieg
Als Jugurthinischer Krieg wird ein Krieg zwischen der Römischen Republik und König Jugurtha von Numidien von 111 bis 105 v. Chr. bezeichnet.

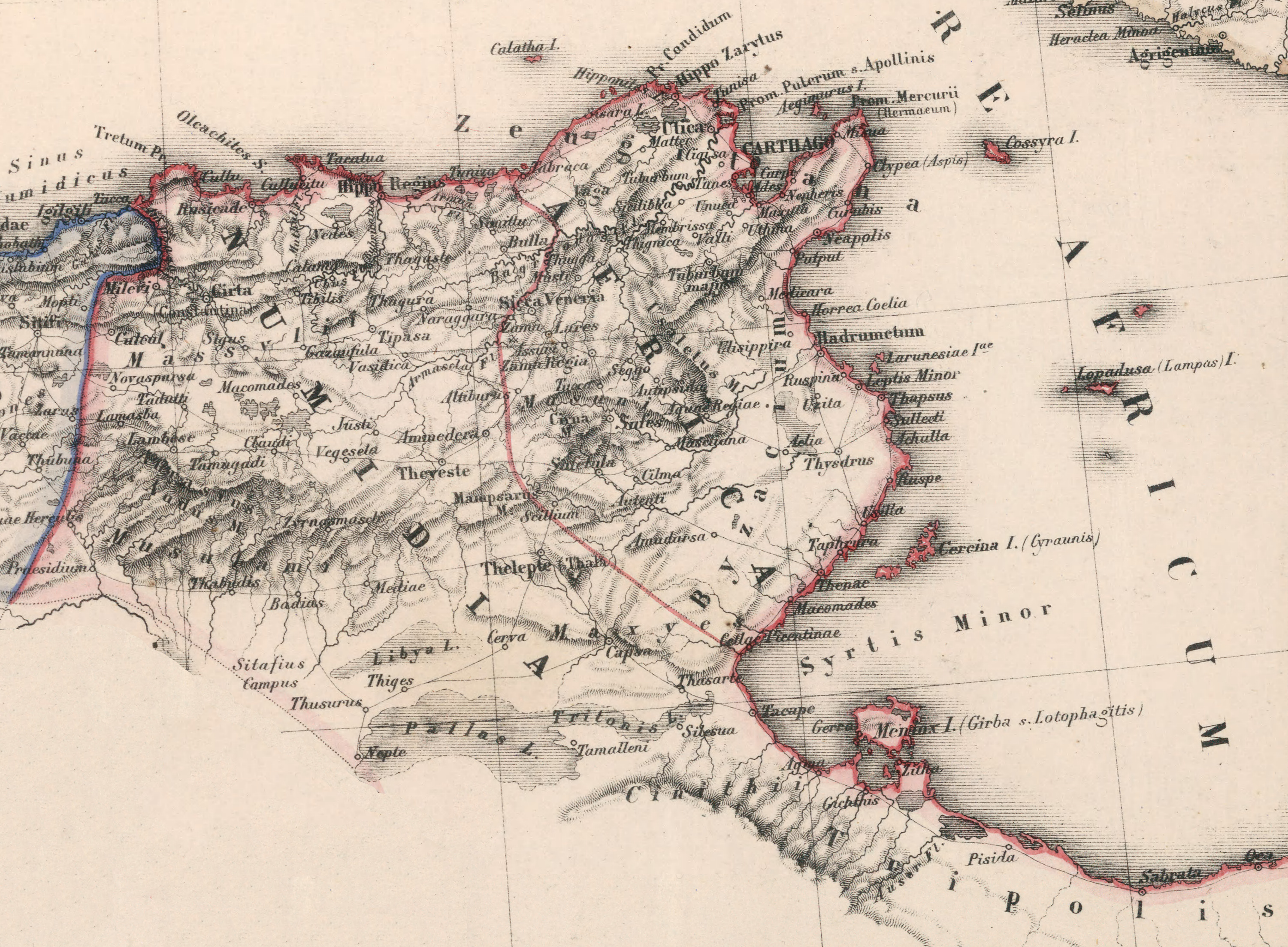
Numidien

Numidien war ein römisches Vasallenkönigreich. Als dessen König Micipsa im Jahr 118 v. Chr. starb, begannen sich seine beiden leiblichen Söhne Adherbal und Hiempsal I. um die Nachfolge zu streiten. Sein unehelicher, eigentlich vom Erbe ausgeschlossener Sohn Jugurtha versuchte die Situation für sich zu nutzen, indem er, unterstützt von dem bestochenen römischen Senat, eine Reichsteilung durchsetzen wollte. Schon während der Verhandlungen hierzu ermordete er Hiempsal. Das Reich wurde 116 v. Chr. auf die verbliebenen Brüder aufgeteilt, wobei Adherbal die östliche Hälfte des Reiches, einschließlich der westlich von Karthago liegenden Hauptstadt Cirta zugesprochen wurde. 
112 v. Chr. überfiel Jugurtha seinen Mitregenten. Nach der Eroberung von Cirta richtete er dort ein Massaker an, wobei er außer seinem Bruder die gesamte männliche Bevölkerung der Stadt umbringen ließ, darunter römische und italische Bürger. Daraufhin erklärte Rom Jugurtha den Krieg. 111 v. Chr. begann der Konsul Lucius Calpurnius Bestia den Krieg gegen Jugurtha, ließ sich jedoch schon bald von Jugurtha zu einem milden Friedensschluss bestechen. Im folgenden Jahr nahm der Konsul Spurius Postumius Albinus den Krieg wieder auf; sein Heer unter der Führung seines Bruders und Legaten Aulus erlitt jedoch eine vernichtende Niederlage, und Rom musste erneut einen für Jugurtha günstigen Frieden schließen. In der Folge wurden in Rom die Brüder Postumius sowie weitere bestochene Offiziere und Magistrate, die an der so genannten coniuratio Iugurthina (Jugurthinischen Verschwörung) beteiligt waren, vor Gericht gestellt und verurteilt.
109 v. Chr. setzte der Konsul Quintus Caecilius Metellus Numidicus den Krieg gegen Jugurtha fort. Metellus reorganisierte zunächst die römischen Truppen in Afrika, eroberte dann Vaga und Thala, siegte am Muthul und belagerte Zama; eine endgültige Entscheidung konnte er jedoch nicht herbeiführen, da sich die numidische Reiterei einem unmittelbaren Kampf mit den römischen Fußsoldaten immer wieder entziehen konnte. Trotzdem erhielt er den Ehrentitel Numidicus.
107 v. Chr. übernahm Gaius Marius, der zuvor als Legat des Metellus in Numidien fungiert hatte, in seinem Konsulatsjahr den Oberbefehl über die römischen Truppen in Afrika. Durch Umstellung des römischen Heeres auf Berufssoldaten anstelle dienstverpflichteter Bauern und Einsetzung einer effektiveren Reiterei erlangte er eine bessere Position gegenüber dem mit Land und Leuten vertrauten Jugurtha. In den Jahren bis 105 v. Chr. gelang es ihm Capsa zu erobern und Jugurtha u. a. bei Cirta zu schlagen. Jugurtha flüchtete sich zu seinem Schwiegervater, König Bocchus von Mauretanien. Nach langwierigen Verhandlungen erreichte schließlich Marius’ Quästor Sulla 105 v. Chr. von Bocchus die Auslieferung Jugurthas. Am 1. Januar 104 v. Chr. führte Marius Jugurtha bei seinem Triumph vor; wenige Tage später wurde Jugurtha erdrosselt.
Sulla, der sich selbst als Sieger über Jugurtha sah, ließ Münzen mit seinem Erfolg prägen, was nicht unwesentlich zu seinem Zerwürfnis mit Marius führte, der sich als Feldherr als den alleinigen Triumphator betrachtete.
Eine Beschreibung des Krieges lieferte Sallust in seinem De bello Iugurthino (Der Jugurthinische Krieg). Dabei richtete Sallust sein Interesse nicht nur auf das Kriegsgeschehen selbst und die Vorgeschichte des Krieges, sondern auch auf die politische Situation in Rom, auf die sich gerade in diesem Krieg offenbarende Überheblichkeit der Nobilität, ihre Rivalität untereinander und ihre Korruptheit. In diesen Zuständen manifestierte sich für Sallust der innere Verfall der Republik. 